# Munții Apuseni
Apuseni (čti [apusen]) nebo Munții Apuseni (Apusenské hory, volně přeloženo "Západní hory"; maďarsky nazývané Erdélyi-középhegység, tj. "Sedmihradské středohoří") je rozsáhlý systém (geomorfologická oblast) několika horských masivů, který je součástí rumunských Západních Karpat (spolu s Poianou Ruscou a Banátskými horami). Z jihu jsou ohraničeny řekou Maruší a ze severu řekou Bystrý Kriš. Na západě hory klesají do Panonské nížiny a na východě do kotliny Sedmihradska.

## Horské celky vApuseni
Tento horský masiv, který je charakteristickou krajinou Sedmihradska, se skládá z velkého množství různých hřebenů a menších masivů. Rozloha Apusenských hor je zhruba 20 000 km² a na této ploše lze nalézt různorodou podobu hor. Téměř polovina masivu je vápencová, často velmi silně zkrasovatělá, zastoupeny jsou i břidlice, ruly, žula, ale i sopečné vyvřeliny. Nejvyšším bodem je Cucurbăta Mare (1847 m) v pohoří Bihor. Dalšími významnými horskými celky jsou Vlădeasa, Gilău, Trascău, Zarand a Munții Metaliferi. Méně významnými jsou pak pohoří Șes, Meseș, Codru-Moma či Pădurea Craiului.

## Města a osídlení
Osídlení hor je realizováno především menšími vesnicemi a samotami. Oblast je tradičně rolnická, rozšířený je chov hospodářských zvířat a pastevectví. Největší města se nacházejí spíše po obvodu pohoří, na jeho úpatí: Kluž, Alba Iulia, Deva, Zălau, Aiud, Turda, Oradea. Přímo uvnitř hor jsou významnými středisky Abrud, Beiuș a Brad; vesměs původem hornická města.